# Bojanice (Leszno)
Pour les articles homonymes, voir Bojanice.
Bojanice (prononciation : [bɔjaˈnit͡sɛ]) est un village polonais de la gmina de Krzemieniewo dans le powiat de Leszno de la voïvodie de Grande-Pologne dans le centre-ouest de la Pologne.
Il se situe à environ 6 kilomètres au nord de Krzemieniewo (siège de la gmina), à 19 kilomètres au nord-est de Leszno (siège du powiat) et à 52 kilomètres au sud de Poznań (capitale régionale).

## Histoire
De 1975 à 1998, le village faisait partie du territoire de la voïvodie de Leszno.

Depuis 1999, Bojanice est situé dans la voïvodie de Grande-Pologne.